# Gouvernement di Rudinì II
Royaume d'Italie
Crispi III di Rudinì III
Le gouvernement di Rudinì II (Governo di Rudinì II, en italien) est le gouvernement du royaume d'Italie entre le 10 mars 1896 et le 11 juillet 1896, durant la XIXe législature.

## Composition
Composition du gouvernement
| Parti | Parti             | Idéologie     | Leader                     |
| ----- | ----------------- | ------------- | -------------------------- |
|       | Droite historique | Conservatisme | Antonio Starabba di Rudinì |

### Président du conseil des ministres
Antonio di Rudinì